# Ametrida centurio
Ametrida centurio é uma espécie de morcego da família Phyllostomidae. Pode ser encontrada na Amazônia brasileira, Guiana Francesa, Guiana, Suriname, Venezuela, Trinidad, Bonaire (Antilhas Holandesas), Colômbia e Panamá. É a única espécie do gênero Ametrida.